# Maryann Krieglstein
Maryann Krieglstein, född 11 juli 1944 i Chicago i Illinois, är en amerikansk socialarbetare och professor emeritus vid College of DuPage i Glen Ellyn i Illinois. Hon har bland annat forskat om våld i nära relationer och heterosexism. Hon är gift med filosofen Werner Krieglstein.